# New Kids Turbo
New Kids Turbo (czasem promowane jako New Kids: Turbo!) – holenderska komedia sensacyjna z 2010 roku, opierająca się na serialu telewizyjnym New Kids. Autorami scenariusza oraz reżyserami są Steffen Haars i Flip van der Kuil, którzy razem z Timem Haarsem, Huubem Smitem i Wesleyem van Gaalenem są również odtwórcami głównych ról. Film został wyprodukowany przez Eyeworks przy współpracy z Comedy Central Nederland.
Premiera New Kids Turbo odbyła się 6 grudnia 2010 roku, a 9 grudnia film pojawił w holenderskich kinach. Dzięki przekroczeniu progu 400 tysięcy widzów, film zyskał status filmu platynowego, który uzyskał w 11 dni od premiery.
W filmie pojawiają się gościnnie między innymi Theo Maassen, Hans Teeuwen, Frank Lammers, Antonie Kamerling, Reinout Oerlemans, Jody Bernal, Peter Aerts, Fresku i Paul Elstak. 
12 kwietnia 2011 roku film został wydany na DVD i Blu-ray.

## Fabuła
Dwudziestolatkowie Gerrie, Richard, Rikkert, Robbie i Barrie z brabanckiej wioski Maaskantje tracą pracę z własnej winy, ale obwiniają o to kryzys finansowy. Wprowadzają się wszyscy do Richarda. Pieniądze z zasiłku dla bezrobotnych okazują się niewystarczające, więc mężczyźni żądają więcej pieniędzy z urzędu dla bezrobotnych. Prośba zostaje odrzucona, co wzbudza w nich agresję. Z tego powodu zasiłki całej piątki zostają wstrzymane. Podejmują decyzję o niedokonywaniu żadnych opłat. Gdy zjawia się komornik, zostaje pobity przez Richarda. Zostaje również wezwana policja, jednak policjantom nie udaje się nikogo aresztować. Grupa przyciąga uwagę dziennikarza z TV Brabant, który zamierza nakręcić serial telewizyjny. 
W połowie filmu z budynku Eyeworks wychodzi Reinout Oerlemans, żeby powiadomić widzów, że skończyły się pieniądze i reszta filmu będzie się składać z nagrań studyjnych, w których New Kids opowiedzą resztę zdarzeń publiczności. Później Oerlemans znajduje jednak trochę pieniędzy i film kontynuowany.
Wystąpienia telewizyjne bohaterów wywołują zamieszki w Brabancji Północnej. Kiedy rozruchy rozprzestrzeniają się poza prowincję, Minister Obrony postanawia zniszczyć Maaskantje. Najpierw przez pomyłkę bombarduje Schijndel, następnie do Maaskantje zostają wysłane specjalne jednostki policji. Od rolnika, który kolekcjonuje nazistowskie uzbrojenie, piątka przyjaciół otrzymuje broń. Początkowo mają po jednej sztuce, ale po tym jak Gerrie przez pomyłkę zabija rolnika, bohaterzy zabierają cały arsenał.
Pod koniec bitwy otrzymują pomoc od policjanta Adrie, na którego prośbę dają się aresztować. Grupa przyjaciół zostaje skazana na roboty publiczne. 

## Produkcja
15 kwietnia 2010 zostały ujawnione plany zrealizowania filmu, a także został w internecie opublikowany zwiastun z odtwórcami głównych ról - producentem Reinoutem Oerlemansem grającym samego siebie i Timem Haarsem jako Gerrie van Boven. W październiku został opublikowany w internecie kolejny zwiastun. Zdjęcia do filmu rozpoczęły się 29 czerwca 2010 roku.

## Odbiór
W dniu premiery film New Kids Turbo pobił rekord sprzedaży w kategorii film holenderski. Pierwszego dnia wpływy ze sprzedaży biletów osiągnęły 249 tysięcy euro. Poprzedni rekord należał do Komt een vrouw bij de dokter z 243.950 euro. Ogromny popyt na bilety doprowadził do organizacji dodatkowych seansów.
Trzy dni po premierze film zyskał status złotego za 100 tysięcy sprzedanych biletów. W 11 dni od premiery, dzięki przekroczeniu progu 400 tysięcy widzów, film zyskał status platynowego.
Film został również wyemitowany w Belgii, Niemczech, Austrii i Francji i przyniósł ponad 14 milionów euro dochodu.

## Ścieżka dźwiękowa
DJ Paul Elstak, znany z hitów w kategorii happy hardcore w latach 90., stworzył piosenkę do filmu pod tytułem Turbo. W wideoklipie można zobaczyć fragmenty filmu. Na albumie ze ścieżką dźwiękową można usłyszeć również inne utwory Elstaka. Junkie XL skomponował muzykę do filmu. Tytułową piosenką wersji niemieckiej jest numer Friends Turbo, będący wersją hitu Scootera Friends.